# کینگدم هارتس خی
کینگدم هارتس خی (به انگلیسی: Kingdom Hearts χ) یک بازی مرورگر به سبک نقش‌آفرینی است که با همکاری شرکت‌های اسکوئر انیکس، ساکسس و بیت‌گروو توسعه یافته و به‌وسیلهٔ اسکوئر انیکس در ژوئیه ۲۰۱۳ برای مرورگر وب منتشر شده‌است. این هشتمین نسخه در مجموعه بازی‌های کینگدم هارتس به‌شمار می‌رود. نسخه‌ای از این بازی برای دستگاه‌های همراه تحت نام کینگدم هارتس رها شده خی، به عنوان نهمین قسمت در این سری و در سپتامبر ۲۰۱۵ در کشور ژاپن، و در سال ۲۰۱۶ در سراسر جهان عرضه شد. نسخه‌ای بازسازی شده نیز تحت عنوان کینگدم هارتس اتحاد خی جاده تاریک در ژوئن ۲۰۲۰ ساخته شد، که به صورت یک بازی مستقل به نام کینگدم هارتس: جاده تاریک و سیزدهمین قسمت در این مجموعه در دسترس قرار گرفت.